# Asientos
Asientos (alter Name Real de Asientos) ist eine Kleinstadt mit etwa 5.500 Einwohnern und der Hauptort der gleichnamigen Gemeinde (municipio) mit insgesamt gut 50.000 Einwohnern im Nordosten des mexikanischen Bundesstaates Aguascalientes. Der Ort ist seit dem Jahr 2006 als Pueblo Mágico eingestuft.

## Lage und Klima
Der Ort Asientos liegt im mexikanischen Hochland ca. 60 km (Fahrtstrecke) nordöstlich der Stadt Aguascalientes in einer Höhe von ca. 2150 m; die Großstadt Zacatecas liegt gut 100 km nordwestlich. Das Klima ist warm und trocken; der spärliche Regen (ca. 490 mm/Jahr) fällt nahezu ausschließlich im Sommerhalbjahr.

## Bevölkerungsentwicklung
| Jahr      | 2000  | 2020  |
| Einwohner | 3.693 | 5.248 |

Das leichte Bevölkerungswachstum beruht im Wesentlichen auf der Zuwanderung von Familien und Einzelpersonen aus dem Umland. Ein Großteil der zumeist indianisch-stämmigen Einwohner der Gemeinde spricht Spanisch.

## Wirtschaft
Vom 18. bis ins frühe 20. Jahrhundert hinein war Asientos Zentrum eines Gebiets von mehreren Silberminen. Auf den Feldern in der Umgebung werden Mais, Bohnen, Gemüse, Agaven und Opuntien angebaut; im Ort selbst gibt es kleine Handwerksbetriebe und Geschäfte.

## Geschichte
Im Jahr 1548 durchstreifte eine Gruppe von Erzprospektoren unter der Leitung der Gebrüder Francisco und Diego de Ibarra die Region; sie gelten als Gründer des Ortes, doch erst ungefähr 150 Jahre später entstand der Ortsname Nuestra Señora de Belén de los Asientos de Ibarra. Im Jahr 1713 erhielt der Ort die Stadtrechte (villa).

## Sehenswürdigkeiten
- Hauptsehenswürdigkeit des Städtchens ist sein koloniales Stadtbild.
- Das Portal der im 18. Jahrhundert erbauten Pfarrkirche Nuestra Señora de Belen präsentiert einen für Mexiko eher ungewöhnlichen Vielpassbogen. Nach außen beeindruckt der aufgesetzte zweigeschossige Glockenturm. Das Langhaus ist dreischiffig und gewölbt; das Vierungsjoch wird von einer Kuppel auf einem belichteten oktogonalen Tambour überspannt. Zwei der Gemälde (Beschneidung Christi, Trauernde Maria) werden dem mexikanischen Barockmaler Miguel Cabrera (1695–1768) zugeschrieben. Eine aus menschlichen Knochen zusammengesetzte Christusfigur soll angeblich ein Alter von über 400 Jahren haben.[4]
- Unter der Kirche befinden sich Teile eines von den Minenarbeitern gegrabenen Tunnelsystems, welches vorrangig der Entwässerung diente.

Umgebung
- Der im 17. Jahrhundert vom Franziskanerorden erbaute Konvent von Tepozán befindet sich ca. 2 km außerhalb der Stadt.

## Partnergemeinden
- Pinos, Zacatecas
- Real de Catorce, San Luis Potosí